# شيشرون
ماركوس توليوس كيكرو (باللاتينية: Marcus Tullius Cicero) أو شيشرون (Cicero) أو قيقرون أو قيقرو كاتب روماني وخطيب في روما القديمة، ولد سنة 106 ق.م، صاحب إنتاج ضخم يعتبر نموذجًا مرجعيًا للتعبير اللاتيني الكلاسيكي، أثارت شخصيته الكثير من الجدل والتقويمات المتضاربة وخاصة في الجانب السياسي من حياته، فهو تارة مثقف مضيع في وسط سيئ، وتارة أخرى ثري إيطالي صاعد في روما، وثالثة انتهازي متقلب و«أداة طيعة في يد الملكية» و«متملق لبومبي ثم قيصر» بحسب ثيودور مومسين وجيروم كاركوبينو، ولكنه أيضًا بحسب بيير كريمال الجسر الذي عبره وصلنا جانب من الفلسفة اليونانية.
في عام 63 قبل الميلاد، أصبح شيشرون أول رجل جديد لأكثر من ثلاثين عام.

## حياته

### النشأة
كان شيشرون طالباً شديد النباهة طبقاً لبلوتارش، وقد جذب تعليمه انتباه روما كلها
وقد سنحت له الفرصة لدراسة القانون الروماني تحت يد كوينتس موسياس سكافولا.
بعد عدة أعوام، وبنفس الطريقة، قام شيشرون بتعليم الشاب ماركوس سالياس روفوس والعديد من المحامون الشبان الآخرين؛ وكان يعتبر هذا الاتحاد إتحادا مشرفاً بالنسبة للمدرس والتلميذ.
حصل شيشرون على دعم رعاة العائلة، ماركوس إيميلوس سكاروس ولوسياس ليسينياس كراسس. كان الأخير نموذجاً للخطيب ورجل الدولة بالنسبة لشيشرون.

### معارضة مارك أنتوني ووفاته
على الرغم من أنه كان خطيباً بارعاً ومحامياً ناجحاً اعتقد شيشرون أن حياته السياسية كانت أهم إنجاز له. خلال فترة خدمته كقنصل حاولت مؤامرة كاتلاين Catiline الإطاحة الحكومة من خلال هجوم على المدينة بمساعدات من بعض القوى خارجية ولكن شيشرون قام بقمع التمرد بإعدام خمسة من المتآمرين بدون محاكمة عادلة. تميز النصف الأخير من القرن الأول الميلادي بالفوضي والحروب الأهلية وديكتاتورية جايوس يوليوس قيصر Gaius Julius Caesar ولكن شيشرون حارب ضده وقام بمناصرة الحكم الجمهوري التقليدي. وبعد وفاة يوليوس قيصر شيشرون أصبح عدواً لماركوس أنتونيوس Marcus Antonius في الصراع على السلطة الذي أعقب ذلك فقام شيشرون بالهجوم عليه بسلسلة من الخطب. وخلال حكم تريومفيراتوس الثاني أو الثلاثية الثانية Second Triumvirate -وهو التحالف السياسي الرسمي من إثر اغتيال يوليوس قيصر- أصبح شيشرون عدواً للدولة واُغْتِيلَ في 7 ديسمبر 43 ق.م.

## أعماله

### الكتب
كتاب هورتا نسيون الذي بحث في الحقيقة والسعادة اللتين هما الفلسفة
كتاب الجمهورية والقوانين

#### الخطب القانونية
إن أعظم ما أسهم به شيشرون في الفكر السياسي هو شرحه وتحليله لنظرية الرواقيين في القانون الطبيعي وعنه انتقلت هذه الأفكار إلى الغرب التي كانت مرجعه الأساسي حتى القرن التاسع عشر ميلادي. انتقلت منه أول الأمر على رجال القانون الرومان ثم إلى آباء الكنيسة فكان شرحه هذا يستشهد به خلال القرون الوسطى دائما.
يقول شيشرون يوجد قانون طبيعي عام ينبثق من واقع حكم العناية الإلهية للعالم كله، كما ينبثق من الطبيعة العقلية والاجتماعية للبشر وهذا البشر هو أدنى ما يكون إلى الله، هذه نظرته لفكرة دستور دولة العالم، أي دستور واحد صالح لكل زمان ومكان لا يتغير ولا يتبدل، وهو ملزم لجميع الناس والأمم، وأي تشريع مخالف لأحكام الدستور هذا لا يستحق أن يسمى قانونا، لأنه من غير الممكن جعل الصواب خطأ، ويرى شيشرون كذلك أن القانون الطبيعي لا يجوز تعطيل أحكامه بتشريعات من صنع البشر، كما لا يجوز الحد من نطاق أحكامه أو إلغاء نفاذ أحكامه، بل حتى المؤسسات السياسية مثل مجلس الشيوخ والنواب والشعب يحملون على التنحي عن واجبنا في إطاعة هذا القانون الذي هو من عند الله الحاكم والسيد المشروع لهذا القانون وراعيه وبالتالي فالناس سواسية في ضوء هذا القانون وحتى إذا سلمنا بأن الناس ليسوا سواء في المعرفة والعلم لا يطلب من الدولة أن تسوي بين الناس في الملكية، ومع ذلك فهي مطالبة بالتسوية بينهم في الملكات والملكات العقلية وفي مقومات شخصياتهم النفسية، ويرى من جهة أخرى أن الناس جميعا مهما كان جنسهم لهم نفس القدرة على اكتساب الخيرات التي يكتسبها غيرهم وأنهم جميعا متساوون في القدرة على التمييز بين ما هو صواب وما هو خطأ.

#### الخطب السياسية
يرى شيشرون أن الدولة إذا أرادت البقاء باستمرار فيجب عليها بل يلزمها الاعتراف بالحقوق التي تربط مواطنيها بعضهم ببعض وبينهم وبين هذه الدولة، والدولة بذلك هي جماعة معنوية من الأشخاص يملكون الدولة ويسميه مصلحة الناس المشتركة، وهذا التعريف يعادل في معناه التعريف الإنجليزي القديم لكلمة كومنولث، وهنا تظهر أفكار شيشرون معارضة للأبيقوريين حيث هاجمهم بشدة كما هاجم الشكاكين - أنصار المدرسة الشكية - في دعواهم بأن العدالة هي الخير الذاتي، فالدولة إذا لم تكن قوامها الروابط المعنوية التي تجمع بين الناس بعضهم ببعض فلم تكن إلاكما قال أوغسطين عصابة مسلحة من قطاع الطرق تسلب الناس أموالهم على أكبر نطاق ممكن، وإذا خرجت الدولة على قواعد الأخلاق فتكون بذلك مستبدة وتحكم رعاياها بالقوة، فتفقد بذلك طابعها الحقيقي كدولة.
1. الدولة وقانونها ملك الناس مجتمعين فإن سلطتها تنبثق من قوة الأفراد مجتمعين.
2. استخدام القوة سياسيا أي الاستخدام السليم القانوني هو في الحقيقة استخدام لقوة الناس مجتمعين، والموظف العام الذي يمارس استخدامها إنما يعتمد في ذلك على ما لديه من السلطة بحكم وظيفته المسنده في ذلك القانون لأنه من طبيعة هذا القانون.
3. الدولة تخضع دائما لقانون الله أو القانون الأخلاقي أو القانون الطبيعي، ذلك القانون الأعلى الذي يسمو ويعلو على التصرفات البشرية والمنظمات الدنيوية.

من جهة أخرى فقد تجسدت أفكار شيشرون عندما وضع خطة توفيقية وهي ترتدي ثلاثة أشكال وهي الملكية الفردية والأرستقراطية والديمقراطية وتتميز هذه الأشكال بحسنات مختلفة منها
- الملكية الفردية الإخلاص والوفاء لشخصية نافذة جدا.
- الأرستقراطية تستفيد من موهبة توفيقية أي النخبة
- الديمقراطية تضمن جدية كل فرد

وهكذا نادى شيشرون بالدستور المختلط الذي يدمج محاسن الدساتير الثلاثة السابقة وهو في الواقع الدستور الروماني.

## فلسفته

### شيشرون والقانون الطبيعي
بحق يعتبر شيشرون أب الفلسفة السياسية في روما والكاتب السياسي الأول فيها، روما هذه المدينة التي تحركها النزعة الالمية وطموحات العظمة والنفوذ، فقد كتب شيشرون كتابين مستوحين من أفلاطون في الجمهورية وفي القوانين كما ترك لنا بحثا في الواجبات، يكمن دوره أساسا في جعل بعض الأفكار اليونانية تتلائم مع نمط التفكير الروماني كما يرى الكثيرون أن عبر شيشرون تم نقل النزعة الإنسانية الأخلاقية والسياسة إلى أوروبا الغربية.
طور شيشرون في منتصف القرن الأول قبل الميلاد موضوع القانون الطبيعي والذي يجد أصوله عند الرواقيين، يقول عنه شيشرون إنه القانون الحقيقي لأنه مطابق للطبيعة، إنه قانون واحد أبدي هو ذاته في أثينا وفي روما، اليوم وغدا، إن القانون الأسمى هو ذلك المنقوش في طبيعتنا، هذا القانون الطبيعي هو الذي يربط الإنسان بالألوهية، والبشر فيما بينهم، لا القوانين المكتوبة والدساتير، القانون الطبيعي يجلهم ينتمون للمدينة ذاتها، وهذه المدينة ما هي إلا الكون الذي يديره المبدأ الإلهي.
يبرز هذا التعارض بين القانون الطبيعي الأبدي الثابت، المندمج مع العقل الإلهي وبين القانون المتغير، الأدنى مرتبة، الذي يطلق عليه الإنسان العادي اسم قانون فجميع الناس متساويين حسب قوانين الطبيعة، جميعهم يمتلكون القدرة العقلية التي يمكن تغذيتها، وهذا ما يسمح للجميع بالتوصل إلى الأفضلية والمعرفة، والعدل أيضا هو شعور زرعته الطبيعة في كل إنسان، وهذا يعني أن ألإنسان إذا لم يبتعد عن طبيعته فإن العدل والمساواة سوف يسودان في الكون أجمع دون حاجة لسلطة أو عنف، لكن الفساد الذي يتألف من العادات السيئة سوف يطغى للأسف على تلك الشعلة الجميلة التي أشعلتها الطبية فينا، وهذا مأزق لم يستطع شيشرون ولا الطبيعيون الإفلات منه. وهو أن الطبيعة إذا كانت جيدة ومساوية وإنسانية أساسا، فمن أين أتى ذلك الفساد وتلك العادات الفاسدة، وعندما تكون الطبيعة قابلة للفساد فإن الفساد يصبح جزءا لا يتجزأ من الطبيعة وتفقد هذه الأخيرة سيادتها.
أما الموضوع الأخر الذي طوره شيشرون هو موضوع الشيء العام، فالشئ العام هو شيء الشعب، وبالشعب يجب أن نعني فئة كثيرة العدد من أناس يشتركون بانتمائهم للقانون نفسه وتشاركهم في وحدة المصالح.
يشدد شيشرون على المصدر القانوني لتنظيم العلاقات في المجتمع السياسي، ويمكن القول انه جمع إلى الشكل القانوني العميق للفكر الروماني افكارا فلسفية ذات مصدر يوناني، مع فكر شيشرون حل الشعب المتلاحم محل الناس المتحدين سياسيا فقط – عند اليونان – وهذا الشعب يتم تلاحمه عبر صلة حقوقية فهي التي تجعل منه جسما واحدا.له سلطة قانونية سيدة أما عند اليونان فقد كان اتحاد الناس ذا طابع سياسي فقط ويحمل أهدافا مشتركة ومثلا عليا مشتركة، وعند شيشرون سيادة الشعب هذه نجدها في جميع أشكال الحكم، هي التي يجب أن تسود في الملكية الأرستقراطية والأوليغاشية والديمقراطية.
هكذا فقط انتقلت السيادة إلى فكرة الحق وأصبح ينظر إلى الحاكم انطلاقا من هذه الرؤية حصريا، يجب أن يفهم الحاكم أي الحاكم، وأيا كان النظام السياسي، انه ممثل للشعب أو للدولة أو المدينة ولن يكون حكمه شرعيا إلا إذا احترم جميع الالتزامات التي القيت على عاتقه، لكن احترام القوانين من قبل الحاكم لا يكفي بحد ذاته بل يتعين أن يضع الحاكم القوانين موضع التطبيق، لأنه هو الحاكم الناطق، أما القانون وحده فهو حاكم أبكم.
في هده الأفكار توجد غالبية أسس المفهوم القانوني لسيادة الدولة المعاصرة

## رسائله
ينتمي إلى أسرة من طبقة الفرسان وتأثر بآراء أفلاطون وأرسطو وحاول اتباع أفلاطون في تخيله للمدينة الفاضلة يسود بها نظام الملكية الجمعية العامة ولكن لم يضع تصميم لهذه المدينة وكان يميل نحو آراء أرسطو القائل أن المجتمع يرجع إلى غريزة الإنسان الاجتماعية أكثر من ميله للرأي الذي قال أن قيام المجتمعات يقوم بسبب شعور الإنسان بالضعف إذا عاش في عزله عن أقرانه من البشر وقد عرف المجتمع بأنه جمع من الناس اتحدت مصالحهم ووافقو أن يعيشو سويا تحت قانون اجتماعي واحد واعتنق أيضا فكرة أن حرفة الزراعة اسمي الحرف وأكثرها ربحا وإنتاجا ويتمتع القائم بها بلذه حرية لا نظير لها في أي حرفه أخرى وأدان نظام الربا ووصفه بأنه نظام ظالم.